# 도밍고 헤르만

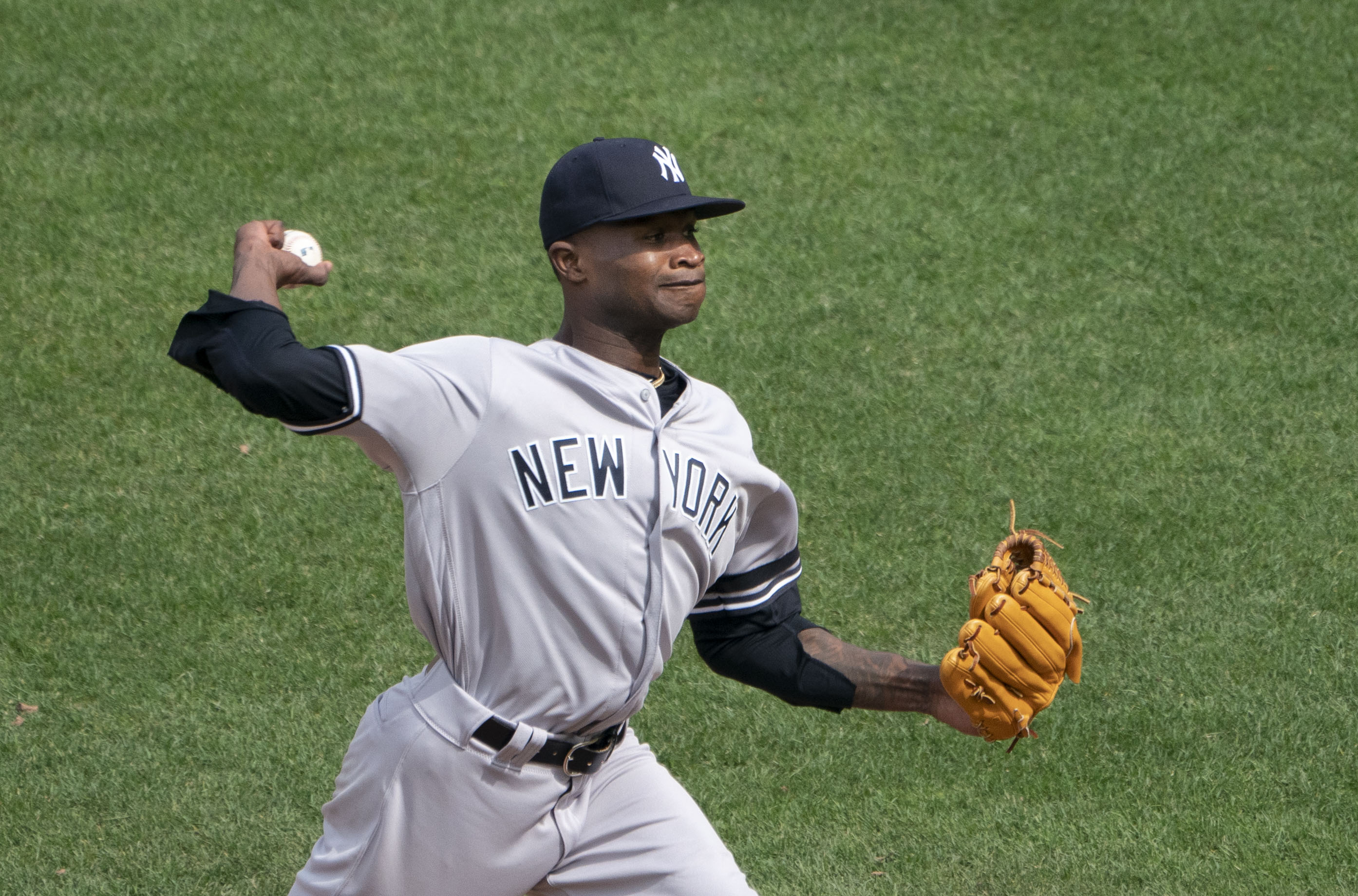
2019년 뉴욕 양키스 소속 저먼

도밍고 헤르만 폴랑코(Domingo Germán Polanco, 1992년 8월 4일 ~)는 도미니카 공화국 출신의 야구 투수이며 자유 계약 선수이다. 이전에 메이저 리그 베이스볼 (MLB)의 뉴욕 양키스와 피츠버그 파이리츠에서 뛰었다.
헤르만은 2009년 플로리다 말린스와 국제 아마추어 자유 계약 선수로 계약했으며, 2017년 양키스에서 MLB에 데뷔했다. 2023년 6월 28일, MLB 역사상 24번째 퍼펙트 게임이자 도미니카 공화국 출신 선수로는 최초의 퍼펙트 게임을 던졌다. 한 달여 후, 헤르만은 술에 취한 상태에서 클럽하우스에서 폭력적인 충돌을 벌인 후 양키스에 의해 제한 명단에 올랐다. 시즌이 끝난 후 양키스에서 방출되었고 2024년 파이리츠와 계약했다.

## 어린 시절
도밍고 헤르만 폴랑코는 1992년 8월 4일 도미니카 공화국 산페드로데마코리스에서 태어났다.

## 프로 경력

### 플로리다 / 마이애미 말린스 (2009-2013)

#### 마이너 리그
헤르만은 2009년 당시 플로리다 말린스와 국제 아마추어 자유 계약 선수로 계약했다. 2010년 도미니칸 서머 리그 마린스에서 프로 데뷔를 했다.
헤르만은 2013년에 바타비아 머크독스에서 투구했으며, 8경기 선발 등판하여 2승 3패의 승패 기록과 1.76의 평균자책점 (ERA)을 기록했다. 2014 시즌을 그린즈버러 글래스호퍼스에서 뛰었으며, 9승 3패의 승패 기록과 2.48 ERA, 113 삼진을 기록했다. 2014년 올스타 퓨처스 게임에 출전하여 두 개의 삼진을 기록했다. 2014 시즌 이후, 말린스는 헤르만을 40인 로스터에 추가하여 룰 5 드래프트로부터 그를 보호했다.

### 뉴욕 양키스 (2015-2023)
2014년 12월 19일, 말린스는 헤르만, 네이선 이발디 및 가렛 존스를 뉴욕 양키스로 트레이드하고, 그 대가로 마틴 프라도와 데이비드 펠프스를 영입했다. 토미 존 서저리에서 회복하는 동안 2015 시즌을 결장했으며, 시즌 후 비제안으로 로스터에서 제외되고 자유 계약 선수가 되었다.
2015년 12월 11일, 양키스는 헤르만과 마이너 리그 계약을 재체결했다. 싱글-A 찰스턴 리버독스와 하이-A 탬파 양키스에서 10번의 선발 등판을 가졌고, 49+2⁄3이닝 동안 3.08 ERA와 38개의 삼진을 기록했다. 2016년 11월 4일, 양키스는 헤르만을 40인 로스터에 재추가했다.

#### 메이저 리그
양키스는 2017년 6월 10일 헤르만을 처음으로 메이저 리그에 승격시켰다. 다음 날 볼티모어 오리올스를 상대로 메이저 리그에 데뷔했다. 헤르만은 2+2⁄3이닝 동안 무실점 구원 투구를 하며 2안타를 허용하고 1볼넷 1삼진을 기록했다. 2017년 마지막 7번의 구원 등판에서 헤르만은 0승 1패, 3.14 ERA를 기록했다.
헤르만은 2018년 5월 6일 양키 스타디움에서 클리블랜드 인디언스를 상대로 첫 메이저 리그 선발 등판을 가졌다. 6이닝 동안 무피안타, 2볼넷, 9삼진을 기록했다. 헤르만은 투구 수 제한과 아직 선발 투수로 완전히 준비되지 않았다는 이유로 6회 이후 교체되었다. 헤르만은 메이저 리그 데뷔 선발 등판에서 9개 이상의 삼진과 무피안타를 기록한 MLB 역사상 최초의 투수가 되었다. 19경기(13선발)에서 헤르만은 2승 6패, 5.68 ERA를 기록했다. 7월 21일 트리플-A로 강등되었다. 2019년, 헤르만은 양키스의 개막전 로스터에 포함되었다. 4월에 MLB 선두인 5승, 아메리칸 리그 8위인 2.56 ERA, 2위인 0.85 WHIP, 그리고 아메리칸 리그 선두인 .177 BAA 및 .470 OPS를 기록하며 팀의 '이달의 투수'로 선정되었다. 2019년 6월 9일, 헤르만은 고관절 염좌로 인해 10일 부상자 명단에 올랐다. 7월 3일에 복귀했다. 부상자 명단에서 복귀 후 첫 선발 등판에서 헤르만은 제프 맥닐에게 초구 홈런을 허용했지만, 양키스가 뉴욕 메츠를 상대로 5-1로 승리한 경기에서 6이닝 동안 허용한 유일한 실점이었다.
2019년 9월 19일, 헤르만은 가정폭력 혐의 조사가 진행되는 동안 MLB에 의해 행정 휴가에 들어갔다. 9월 25일, 포스트시즌을 포함한 2019년 남은 기간 동안 어떤 야구 활동에도 참여할 수 없다는 것이 확인되었다. 2019년 MLB 투수 중 가장 높은 승률인 0.818을 기록했다.
2020년 1월 2일, 헤르만은 2020년 첫 63경기 동안 출장 정지 처분을 받았으며, 이는 2019년 출장 정지 기간을 포함하여 총 81경기로, 리그의 개인 행동 규정 위반에 대한 처벌 중 가장 가혹한 것이었으나 공식적으로 기소되지는 않았다. 2019년 포스트시즌 동안 대부분의 징계를 마쳤으므로 2020년 포스트시즌에 복귀할 수 있었다.
탬파베이 레이스를 상대로 4-0 패배 후, 양키스는 2021년 4월 10일 헤르만을 대체 훈련장으로 보냈다. 7월 25일 보스턴 레드삭스와의 경기에서 헤르만은 7회까지 노히터를 기록했으나, 앨릭스 베르두고의 선두 타자 2루타로 기회가 무산되었다. 양키스는 불펜 난조로 인해 5-4로 패배했다. 헤르만은 2021 시즌을 4승 5패, 4.58 ERA로 마쳤다.
헤르만은 2022 시즌을 오른팔 어깨충돌 증후군으로 인해 60일 부상자 명단에서 시작했다. 2022년 7월 21일 휴스턴 애스트로스와의 경기에서 선발 등판하여 복귀했다. 복귀전에서 헤르만은 3이닝 동안 5실점을 허용했다. 2022년 15경기(14선발)에 출전하여 72+1⁄3이닝 동안 3.61 ERA와 58개의 삼진을 기록했다.
2023년 4월 15일, 미네소타 트윈스와의 선발 등판에서 헤르만은 6+1⁄3이닝 동안 개인 최고 기록인 11개의 삼진을 기록했다. 같은 경기에서 헤르만은 3회 이후 4회 이전에 1루심 제임스 호이와 2루심 D. J. 레이번이 그의 오른손이 끈적거린다는 것을 발견하여 제지당했다. 헤르만은 오른손이 송진 백 때문에 끈적거린다고 설명했고, 호이는 송진이 투구에 영향을 미치지 않으므로 헤르만이 경기에 남을 수 있다고 결론 내리고 단순히 손을 씻도록 지시했다. 5월 16일, 헤르만은 토론토 블루제이스와의 원정 경기에서 불법 물질 위반으로 퇴장당했다. 4월 15일 헤르만을 처음 검사했던 제임스 호이 심판은 풀 기자에게 헤르만의 손이 "제가 느껴본 손 중에서 가장 끈적거렸다. 제 손가락이 그의 손바닥에서 떨어지기 어려웠다"고 말했다. 헤르만은 그 경기에서 3이닝 동안 불법 물질을 사용한 것으로 의심되었다. 그러나 헤르만은 손의 끈적거림이 "단지 송진 백" 때문이라고 주장했다. 헤르만은 불법 물질이 사용되었다는 네 명의 심판 간의 협의와 동의로 퇴장당했다. 다음 날, 10경기 출장 정지와 비공개 금액의 벌금을 받았고, 이 결정에 대해 항소하지 않았다.
헤르만은 2023년 6월 28일 MLB 역사상 24번째 퍼펙트 게임을 달성했으며, 이는 펠릭스 에르난데스가 2012년 8월 15일에 달성한 이후 11년 만에 처음이다. 헤르만의 퍼포먼스는 양키스 투수로는 4번째 퍼펙트 게임으로, 메이저 리그 역사상 단일 팀 최다 기록이다. 8월 2일, 양키스는 헤르만이 자발적으로 알코올 남용 치료를 위한 입원 치료에 동의했다고 발표했다. 그 결과, 구단은 그를 제한 선수 명단에 올렸다. 나중에 단장 브라이언 캐시먼은 헤르만이 2023 시즌 남은 기간 동안 활동하지 않을 것이라고 밝혔다.
2023년 11월 2일, 헤르만은 40인 로스터에서 제외되어 방출 대기 명단에 올랐다. 방출 대기 절차를 통과하고 11월 6일 자유 계약을 선택했다.

### 피츠버그 파이리츠 (2024)
2024년 3월 15일, 헤르만은 피츠버그 파이리츠와 마이너 리그 계약을 체결했다. 이 계약은 메이저 리그에서 뛰는 동안 125만 달러를 지급하고 2025년 구단 옵션을 포함했다. 싱글-A 브레이든턴 마라우더스와 트리플-A 인디애나폴리스 인디언스에서 총 11번의 선발 등판을 가졌으며, 54+1⁄3이닝 동안 4승 4패, 5.13 ERA, 52개의 삼진을 기록했다. 헤르만은 7월 16일 파이리츠 구단에서 방출되었다. 7월 21일, 헤르만은 파이리츠와 새로운 마이너 리그 계약을 재체결했다. 헤르만은 8월 9일 현역 로스터에 합류하여 그날 밤 파이리츠 데뷔전을 가졌다. 파이리츠에서 7경기(2선발)에 출전하여 20+2⁄3이닝 동안 7.84 ERA와 18개의 삼진을 기록하며 고전했다. 헤르만은 9월 5일 파이리츠에 의해 지명 할당되었다. 방출 대기 절차를 통과하고 9월 8일 인디애나폴리스로 완전 이적되었다. 헤르만은 10월 15일 자유 계약을 선택했다.

## 개인 생활
헤르만은 도미니카 공화국 국적을 가지고 있으며 아이티 혈통이다.
헤르만과 그의 아내 마라는 2021년에 결혼했다. 그들은 세 명의 자녀를 두고 있다.

### 가정 폭력 출장 정지
2019년 9월, 헤르만과 당시 여자친구였던 마라는 CC 사바시아가 주최한 자선 갈라에 참석했다. 헤르만의 2019년 팀 동료들도 가족들과 함께 참석했다. 소식통에 따르면 헤르만이 행사에서 여자친구를 때렸다고 하지만, 메이저 리그 베이스볼의 조사는 주로 그날 밤 그의 집에서 일어난 일에 초점을 맞췄다. MLB 조사에 정통한 사람을 포함한 여러 리그 소식통에 따르면, 헤르만은 술에 취한 상태로 여자친구에게 신체적으로 폭력을 행사했고, 그녀는 잠긴 방에 숨었다. 그녀는 헤르만의 팀 동료 중 한 명의 아내에게 연락했고, 그 부부는 밤늦게 헤르만의 집으로 갔다. 그녀는 팀 동료의 아내와 함께 있었고, 팀 동료는 화가 나고 belligerent한 헤르만을 진정시키려 했다. 이 사건은 헤르만의 여자친구가 MLB 직원에게 알린 후 MLB에 보고되었다. 그녀는 경찰에 신고하지 않았다. 2020년 1월 2일, 헤르만은 MLB의 개인 행동 규정 위반으로 81경기 출장 정지 처분을 받았다.

## 같이 보기
- 메이저 리그 베이스볼 퍼펙트 게임 목록
- 메이저 리그 베이스볼 단일 이닝 삼진 선두 목록

## 더 읽어보기
- Mackey, Jason (2024년 3월 16일). “Jason Mackey: Pirates' gamble with Domingo German is complicated, and that's OK”. 《피츠버그 포스트가제트》. ProQuest 2957747531. 2025년 5월 3일에 확인함. |id=에 templatestyles stripmarker가 있음(위치 1) (도움말)